# Setge de Trebisonda (1461)
El setge de Trebisonda fou el setge reeixit de la ciutat de Trebisonda, capital de l'Imperi de Trebisonda, pels otomans sota el comandament del soldà Mehmet II. El setge, que s'acabà el 15 d'agost del 1461, fou la culminació d'una llarga campanya dels otomans que es compongué de diverses maniobres independents però coordinades dutes a terme per un gran exèrcit i una gran marina. Els defensors de Trebisonda havien teixit una xarxa d'aliances que els oferís suport i tropes quan comencés el setge otomà, però els seus aliats els fallaren justament quan l'emperador David Gran Comnè més els necessitava.